# Anna Leopoldovna orosz régensnő
Anna Leopoldovna (Rostock, 1718. december 18. – Holmogori, 1746. március 19.) vagy Anna Karlovna, oroszul: А́нна Леопо́льдовна/А́нна Ка́рловна, németül: Elisabeth Katharina Christine von Mecklenburg-Schwerin, svédül: Anna Leopoldovna av Ryssland, mecklenburg–schwerini hercegnő, orosz nagyhercegnő, Oroszország régense, V. Iván orosz cár anyai unokája, Anna orosz cárnő unokahúga és VI. Iván orosz cár anyja.

## Élete
Károly Lipót mecklenburg–schwerini hercegnek és Katalin Ivanovna orosz nagyhercegnőnek a lánya révén V. Iván orosz cár unokája. 1739. július 14-én Szentpétervárott feleségül ment Antal Ulrik braunschweig–wolfenbüttel-i herceghez, amely házasságból született a későbbi VI. Iván orosz cár.

## Gyermekei

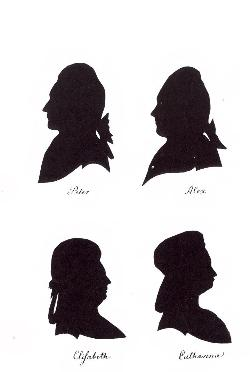
Anna Leopoldovna 4 gyermekének sziluettje Horsensben

- Férjétől, Antal Ulrik braunschweig–wolfenbüttel-i hercegtől (1714–1774), 5 gyermek
  - Iván (1740–1764), VI. Iván néven orosz cár (1740–1741), nem nősült meg, gyermekei nem születtek
  - Katalin (1741–1807), nem ment férjhez, gyermekei nem születtek
  - Erzsébet (1743–1782), nem ment férjhez, gyermekei nem születtek
  - Péter (1745–1798), nem nősült meg, gyermekei nem születtek
  - Alekszej (1746–1787), nem nősült meg, gyermekei nem születtek